# Marco Lazzara
Marco Lazzara est un contreténor italien.
Il commence très jeune l'étude du piano, du clavecin et de l'orgue. Il étudie ensuite le chant. Dès ses débuts à l'opéra en 1989, les critiques italiens et étrangers louent sa tessiture vocale peu commune, sa musicalité, sa présence scénique et l'éclectisme de son répertoire.[réf. nécessaire] Contralto masculin, il interprète non seulement le répertoire baroque, mais aussi des ouvrages romantiques et contemporains. Ainsi s'est-il vu confier des créations d'opéras de Fabio Vacchi, Giacomo Manzoni, Guia Kantcheli, Adriano Guarnieri, Giorgio Battistelli. Il a été le premier Orfeo dans Orfeo ed Euridice de Gluck en Italie.
Il s'est produit dans d'importants festivals internationaux et dans les plus grands opéras, notamment à la Scala, à Covent Garden de Londres, au Carnegie Hall de New York, au Suntory Hall de Tokyo etc.